# Кокпектинський район
Кокпекти́нський район (каз. Көкпекті ауданы, рос. Кокпектинский район) — адміністративна одиниця у складі Абайської області Казахстану. Адміністративний центр — село Кокпекти.

## Населення
Населення — 13932 особи (2021; 18375 у 2009, 24452 у 1999, 32591 у 1989).

## Склад
До складу району входять 9 сільських округів:
| Поселення                                 | Площа, км² | Населення, осіб (1989) | Населення, осіб (1999) | Населення, осіб (2009) | Населення, осіб (2021) | Центр         | Населені пункти |
| ----------------------------------------- | ---------- | ---------------------- | ---------------------- | ---------------------- | ---------------------- | ------------- | --------------- |
| Бігаський сільський округ                 | -          | 2892                   | 1427                   | 1010                   | 380                    | Бігаш         | 2               |
| імені Койгельди Аухадієва сільський округ | -          | 2793                   | 2497                   | 2155                   | 1445                   | Преображенка  | 3               |
| Кокжайицький сільський округ              | 297,35     | 5201                   | 3358                   | 2075                   | 1479                   | Кокжайик      | 4               |
| Кокпектинський сільський округ            | 126,13     | 8798                   | 7577                   | 6214                   | 5718                   | Кокпекти      | 5               |
| Тассайський сільський округ               | 361,79     | 2819                   | 2180                   | 1492                   | 1255                   | Тассай        | 4               |
| Теректинський сільський округ             | 65,78      | 1797                   | 1236                   | 995                    | 623                    | Теректи       | 1               |
| Улкен-Букенський сільський округ          | 83,54      | 3505                   | 2821                   | 2019                   | 1452                   | Улкен-Бокен   | 3               |
| Ульгулімалшинський сільський округ        | -          | 3258                   | 2279                   | 1669                   | 1112                   | Ульгулі-Малші | 4               |
| Шугилбайський сільський округ             | -          | 1528                   | 1077                   | 746                    | 468                    | Шугилбай      | 2               |

## Найбільші населені пункти
Нижче наведено список населених пунктів з чисельністю населення понад 1000 осіб:
| № | Населений пункт | Населення, осіб (1989) | Населення, осіб (1999) | Населення, осіб (2009) | Населення, осіб (2021) |
| - | --------------- | ---------------------- | ---------------------- | ---------------------- | ---------------------- |
| 1 | Кокпекти        | 6094                   | 5722                   | 5111                   | 5103                   |
| 2 | Улкен-Бокен     | 2799                   | 2298                   | 1698                   | 1296                   |
| 3 | Преображенка    | 1916                   | 1862                   | 1618                   | 1159                   |
| 4 | Тассай          | 1658                   | 1345                   | 985                    | 1000                   |